# Tarachidia alata
Tarachidia alata är en fjärilsart som beskrevs av Smith 1905. Tarachidia alata ingår i släktet Tarachidia och familjen nattflyn. Inga underarter finns listade i Catalogue of Life.